# Nexon
Nexon Co., Ltd. (tiếng Hàn: 넥슨; Romaja: Nekseun) là một công ty trò chơi điện tử Hàn Quốc chuyên về mảng trò chơi trực tuyến trên PC và điện thoại di động. Công ty hiện có hơn 100 tựa game trên 190 quốc gia và vùng lãnh thổ. Nexon được Kim Jung Ju và Jake Song thành lập tại Seoul năm 1994. Năm 2011, công ty chuyển trụ sở sang Tokyo, Nhật Bản.

## Danh sách trò chơi

### Nền tảng PC
| Trò chơi | Nexon Hàn Quốc                                                    | Nexon Nhật Bản                                     | Nexon Mỹ                                                        | Nexon Thái Lan                                                                                        | Nexon Đài Loan                                                                      | Nexon Đông Nam Á |
| --- | ----------------------------------------------------------------- | -------------------------------------------------- | --------------------------------------------------------------- | --- | ----------------------------------------------------------------------------------- | --- |
| ARC Raiders Tương thích thêm với PS5, và Xbox Series X/S 2025 (Toàn Cầu)                                                                                           | Ra mắt vào năm 2025 (hợp tác với và phát hành bởi Embark Studios) | Ra mắt vào năm 2025 (phát hành bởi Embark Studios) | Ra mắt vào năm 2025 (phát hành bởi Embark Studios)              | Ra mắt vào năm 2025 (phát hành bởi Embark Studios)                                                    | Ra mắt vào năm 2025 (phát hành bởi Embark Studios)                                  | Ra mắt vào năm 2025 (phát hành bởi Embark Studios)                                                                           |
| Asgard 2001 (Hàn Quốc) | Có                                                                | Đã ngừng phát hành                                 | Không                                                           | Không                                                                                                 | Đã ngừng phát hành (trước kia phát hành bởi GameCyber)                              | Không |
| Counter-Strike Online Phát hành toàn cầu mang tên Counter-Strike Nexon, trước kia là Counter-Strike Nexon: Zombies và Counter-Strike Nexon: Studio 2008 (Hàn Quốc) | Có                                                                | Đã ngừng phát hành                                 | Có (phát hành bởi Nexon Hàn Quốc, trước kia là Nexon Châu Âu)   | Có (thay thế bởi Counter-Strike Nexon và phát hành bởi Nexon Hàn Quốc, trước kia là PlayFPS Thái Lan) | Không (phát hành bởi Beanfun)                                                       | Có (thay thế bởi Counter-Strike Nexon và phát hành bởi Nexon Hàn Quốc, trước kia là IAHGames Singapore và Megaxus Indonesia) |
| Crazy Arcade BnB Phát hành tại Việt Nam mang tên Boom Online và tại Mỹ là PopTag 2001 (Hàn Quốc)                                                                   | Có                                                                | Đã ngừng phát hành                                 | Đã ngừng phát hành                                              | Đã ngừng phát hành (trước kia phát hành bởi Playpark Thái Lan)                                        | Không (phát hành bởi Beanfun)                                                       | Không |
| Crazyracing Kartrider Phát hành tại Việt Nam mang tên Boom Speed 2004 (Hàn Quốc)                                                                                   | Đã ngừng phát hành (thay thế bởi KartRider: Drift)                | Đã ngừng phát hành                                 | Đã ngừng phát hành                                              | Đã ngừng phát hành (trước kia phát hành bởi GoodGames Thái Lan)                                       | Đã ngừng phát hành (thay thế bởi KartRider: Drift, trước kia phát hành bởi Beanfun) | Không |
| Crazy Shooting Bubble Fighter 2008 (Hàn Quốc) | Có                                                                | Không                                              | Không                                                           | Không                                                                                                 | Đã ngừng phát hành (trước kia phát hành bởi Beanfun)                                | Không |
| Cyphers 2011 (Hàn Quốc) | Có                                                                | Không                                              | Không                                                           | Không                                                                                                 | Đã ngừng phát hành (trước kia phát hành bởi Beanfun)                                | Không |
| Dave the Diver Tương thích thêm với Nintendo Switch 2023 (Toàn Cầu)                                                                                                | Có (hợp tác với và phát hành bởi MintRocket)                      | Có (phát hành bởi MintRocket)                      | Có (phát hành bởi MintRocket)                                   | Không                                                                                                 | Có (phát hành bởi MintRocket)                                                       | Không |
| DNF Duel Tương thích thêm với PS4, PS5 và Nintendo Switch 2022 (Toàn Cầu)                                                                                          | Có                                                                | Có (phát hành bởi Nexon Hàn Quốc)                  | Có (phát hành bởi Nexon Hàn Quốc)                               | Không                                                                                                 | Có (phát hành bởi Nexon Hàn Quốc)                                                   | Không |
| Dungeon & Fighter Phát hành tại Mỹ mang tên Dungeon Fighter Online 2005 (Hàn Quốc)                                                                                 | Có                                                                | Có                                                 | Đã ngừng phát hành (nay phát hành bởi Neople)                   | Không                                                                                                 | Đã ngừng phát hành (trước kia phát hành bởi Beanfun và Garena Đài Loan)             | Không |
| Elancia 1999 (Hàn Quốc) | Có                                                                | Đã ngừng phát hành                                 | Không                                                           | Không                                                                                                 | Không                                                                               | Không |
| Elsword 2007 (Hàn Quốc) | Có                                                                | Đã ngừng phát hành (chuyển giao cho KOG Games)     | Không (phát hành bởi KOG Games)                                 | Không (phát hành bởi Playpark Thái Lan)                                                               | Không (phát hành bởi Beanfun)                                                       | Không |
| FC Online Trước kia mang tên FIFA Online 4 Tương thích thêm với các thiết bị di động 2018 (Hàn Quốc)                                                               | Có (hợp tác với EA Sports)                                        | Không                                              | Không                                                           | Không (phát hành bởi Garena Thái Lan)                                                                 | Không                                                                               | Không |
| The Finals Tương thích thêm với PS5, và Xbox Series X/S 2023 (Toàn Cầu)                                                                                            | Có (hợp tác với và phát hành bởi Embark Studios)                  | Có (phát hành bởi Embark Studios)                  | Có (phát hành bởi Embark Studios)                               | Có (phát hành bởi Embark Studios)                                                                     | Có (phát hành bởi Embark Studios)                                                   | Có (phát hành bởi Embark Studios)                                                                                            |
| The First Berserker: Khazan Trước kia mang tên Project BBQ, Project AK và Arad Chronicle: Kazan Tương thích thêm với PS5, và Xbox Series X/S 2025 (Toàn Cầu)       | Có                                                                | Có (phát hành bởi Nexon Hàn Quốc)                  | Có (phát hành bởi Nexon Hàn Quốc)                               | Không                                                                                                 | Có (phát hành bởi Nexon Hàn Quốc)                                                   | Không |
| The First Descendant Trước kia mang tên Project Magnum Tương thích thêm với PS4, PS5, Xbox One và Xbox Series X/S 2024 (Toàn Cầu)                                  | Có                                                                | Có (phát hành bởi Nexon Hàn Quốc)                  | Có (phát hành bởi Nexon Hàn Quốc)                               | Không                                                                                                 | Có (phát hành bởi Nexon Hàn Quốc)                                                   | Không |
| KartRider: Drift Tương thích thêm với Xbox One, PS4 và các thiết bị di động đến ngày 27/2/2025 2023 (Toàn Cầu)                                                     | Có                                                                | Đã ngừng phát hành                                 | Đã ngừng phát hành                                              | Đã ngừng phát hành                                                                                    | Có (phát hành bởi Nexon Hàn Quốc)                                                   | Đã ngừng phát hành |
| Legend of Darkness Phát hành tại Mỹ mang tên Dark Ages 1999 (Hàn Quốc)                                                                                             | Có                                                                | Đã ngừng phát hành                                 | Không (phát hành bởi Kru Interactive)                           | Không                                                                                                 | Không                                                                               | Không |
| Mabinogi 2004 (Hàn Quốc) | Có                                                                | Có                                                 | Có                                                              | Không                                                                                                 | Không (phát hành bởi Beanfun)                                                       | Không |
| MapleStory Phát hành tại Việt Nam mang tên Câu chuyện Nấm Lùn 2003 (Hàn Quốc)                                                                                      | Có                                                                | Có                                                 | Có                                                              | Đã ngừng phát hành (trước kia phát hành bởi Playpark Thái Lan và Nexon Thái Lan)                      | Không (phát hành bởi Beanfun)                                                       | Không (phát hành bởi Playpark Singapore)                                                                                     |
| MapleStory Worlds Tương thích thêm với các thiết bị di động 2022 (Hàn Quốc)                                                                                        | Có                                                                | Không                                              | Có                                                              | Có (phát hành bởi Nexon Hàn Quốc)                                                                     | Có (phát hành bởi Nexon Hàn Quốc)                                                   | Có (phát hành bởi Nexon Hàn Quốc)                                                                                            |
| Nakwon: Last Paradise 2024 (Hàn Quốc) | Ra mắt vào năm 2025                                               | Không                                              | Không                                                           | Không                                                                                                 | Không                                                                               | Không |
| Nexus: The Kingdom of the Winds 1996 (Hàn Quốc) | Có                                                                | Đã ngừng phát hành                                 | Không (phát hành bởi Kru Interactive)                           | Không                                                                                                 | Không                                                                               | Không |
| Sudden Attack Phát hành tại Việt Nam mang tên Biệt Đội Thần Tốc 2004 (Hàn Quốc)                                                                                    | Có                                                                | Đã ngừng phát hành                                 | Đã ngừng phát hành (trước kia phát hành bởi GameHi và Nexon Mỹ) | Đã ngừng phát hành (trước kia phát hành bởi PlayFPS Thái Lan)                                         | Đã ngừng phát hành (trước kia phát hành bởi Gamon và Beanfun)                       | Đã ngừng phát hành (trước kia phát hành bởi PlayFPS Singapore)                                                               |
| Supervive Trước kia mang tên Project Loki 2024 (Bắc Mỹ) | Ra mắt vào năm 2025 (hợp tác với Theorycraft Games)               | Không                                              | Không (phát hành bởi Theorycraft Games, ra mắt vào năm 2025)    | Không                                                                                                 | Không                                                                               | Không |
| Talesweaver 2003 (Hàn Quốc) | Có                                                                | Có                                                 | Không                                                           | Không                                                                                                 | Đã ngừng phát hành (trước kia phát hành bởi GameCyber)                              | Không |
| Vindictus Phát hành tại châu Á mang tên Mabinogi: Heroes 2010 (Hàn Quốc)                                                                                           | Có                                                                | Đã ngừng phát hành                                 | Có (Đồng phát hành với Nexon Hàn Quốc)                          | Đã ngừng phát hành (trước kia phát hành bởi Garena Thái Lan)                                          | Có (chuyển giao từ Garena Đài Loan, trước kia phát hành bởi Beanfun)                | Không |
| Wars Of Prasia Trước kia mang tên Project ER Tương thích thêm với các thiết bị di động 2023 (Hàn Quốc)                                                             | Có                                                                | Không                                              | Không                                                           | Không                                                                                                 | Không (phát hành bởi Beanfun)                                                       | Không |

### Nền tảng di động
| Trò chơi                                                                                   | Nexon Hàn Quốc                                       | Nexon Nhật Bản                                       | Nexon Mỹ                                             | Big Huge Games            | Pixelberry         | Nexon Thái Lan                    | Nexon Đài Loan                                       | Nexon Đông Nam Á                  |
| ------------------------------------------------------------------------------------------ | ---------------------------------------------------- | ---------------------------------------------------- | ---------------------------------------------------- | ------------------------- | ------------------ | --------------------------------- | ---------------------------------------------------- | --------------------------------- |
| Blue Archive Trước kia mang tên Project MX 2021 (Nhật Bản)                                 | Có (hợp tác với Bandai Namco và Yostar)              | Không (phát hành bởi Yostar)                         | Có (phát hành bởi Nexon Hàn Quốc)                    | Không                     | Không              | Có (phát hành bởi Nexon Hàn Quốc) | Có (phát hành bởi Nexon Hàn Quốc)                    | Có (phát hành bởi Nexon Hàn Quốc) |
| Choices: Stories You Play 2016 (Bắc Mỹ)                                                    | Không                                                | Không                                                | Không                                                | Không                     | Có                 | Không                             | Không                                                | Không                             |
| DomiNations 2015 (Bắc Mỹ)                                                                  | Chuyển giao cho và hiện phát hành bởi Big Huge Games | Chuyển giao cho và hiện phát hành bởi Big Huge Games | Chuyển giao cho và hiện phát hành bởi Big Huge Games | Có (chuyển giao từ Nexon) | Không              | Không                             | Chuyển giao cho và hiện phát hành bởi Big Huge Games | Không                             |
| Dungeon & Fighter Mobile Tương thích thêm với PC 2022 (Hàn Quốc)                           | Có                                                   | Không                                                | Không                                                | Không                     | Không              | Không                             | Không                                                | Không                             |
| FC Mobile Trước kia mang tên FIFA Mobile 2016 (Toàn Cầu) 2020 (Hàn Quốc)                   | Có                                                   | Có                                                   | Không (phát hành bởi EA)                             | Không                     | Không              | Không                             | Không                                                | Không                             |
| Godzilla Defense Force 2019 (Toàn Cầu)                                                     | Có                                                   | Có (phát hành bởi Nexon Hàn Quốc)                    | Có (phát hành bởi Nexon Hàn Quốc)                    | Không                     | Không              | Có (phát hành bởi Nexon Hàn Quốc) | Có (phát hành bởi Nexon Hàn Quốc)                    | Không                             |
| High School Story 2013 (Bắc Mỹ)                                                            | Không                                                | Không                                                | Không                                                | Không                     | Đã ngừng phát hành | Không                             | Không                                                | Không                             |
| HIT2 Phát hành tại Nhật Bản mang tên HIT:The World Tương thích thêm với PC 2022 (Hàn Quốc) | Có                                                   | Có                                                   | Không                                                | Không                     | Không              | Không                             | Có (phát hành bởi Nexon Hàn Quốc)                    | Không                             |
| Hollywood U: Rising Stars 2014 (Bắc Mỹ)                                                    | Không                                                | Không                                                | Không                                                | Không                     | Đã ngừng phát hành | Không                             | Không                                                | Không                             |
| KartRider Rush+ 2020 (Toàn Cầu)                                                            | Có                                                   | Không                                                | Có (phát hành bởi Nexon Hàn Quốc)                    | Không                     | Không              | Có (phát hành bởi Nexon Hàn Quốc) | Có (phát hành bởi Nexon Hàn Quốc)                    | Có (phát hành bởi Nexon Hàn Quốc) |
| The Kingdom of the Winds: Yeon Tương thích thêm với PC 2019 (Hàn Quốc)                     | Có                                                   | Đã hủy ra mắt                                        | Không                                                | Không                     | Không              | Không                             | Đã hủy ra mắt                                        | Không                             |
| Mabinogi Mobile 2025 (Hàn Quốc)                                                            | Có                                                   | Không                                                | Không                                                | Không                     | Không              | Không                             | Không                                                | Không                             |
| MapleStory M Tương thích thêm với PC 2017 (Hàn Quốc)                                       | Có                                                   | Có (phát hành bởi Nexon Hàn Quốc)                    | Có (phát hành bởi Nexon Hàn Quốc)                    | Không                     | Không              | Có (phát hành bởi Nexon Hàn Quốc) | Có (phát hành bởi Nexon Hàn Quốc)                    | Có (phát hành bởi Nexon Hàn Quốc) |
| V4 Tương thích thêm với PC 2019 (Hàn Quốc)                                                 | Có                                                   | Đã ngừng phát hành                                   | Đã ngừng phát hành                                   | Không                     | Không              | Đã ngừng phát hành                | Đã ngừng phát hành                                   | Đã ngừng phát hành                |

### Game Pipeline (game trong nhà và game thông qua thỏa thuận phát hành)

#### 2025 và sau này
- Dungeon & Fighter 2D mobile (di động) [43]
- Dynasty Warriors 9 Mobile (di động) [44]
- Gwanggateo the Great (di động)[45]
- Hero Sky (di động), nhà phát triển: InnoSpark[46]
- HEXIA (di động) [43]
- Magia (di động) [43]
- TALESWEAVER M (di động) [47]
- Vindictus: Defying Fate (PC) [48]
- 4 Towers (di động) [44]